# Power Quest
Power Quest — группа, играющая в стиле пауэр-метал, из Великобритании. Была основана клавишником Стивом Уильямсом, после его ухода из Dragonforce. В первом составе к нему присоединились басист Стив Скотт, бывший до этого его коллегой по DragonForce, и Адам Бикерс в роли гитариста, а также, в создании демо-альбома поучаствовали Сэм Тотман и Зиппи Терт, тоже являвшиеся коллегами Стива по DragonForce.

## История

### Wings of Forever — 2002
После выпуска демо в 2001 году, к группе в качестве вокалиста окончательно присоединился Алессио Гаравелло, порекомендованный менеджером Underground Symphony Records Маурицио Чиарелло. Также, в состав влился гитарист Андреа Мартонгелли, участвовавший в создании первой пластинки и заменивший Адама Бикерса. Вместе с ними, группа выпустила альбом Wings of Forever.

### Neverworld — 2003
После выпуска альбома в 2003 году из группы уходит барабанщик Андре Баргман и Сэм Тотман, а на место Баргмана приходит Франческо Треска. В ноябре 2004 группа выступает вместе с Dream Evil и Labyrinth, а после отправляется в студию записывать 3 песни для нового альбома.

### Magic Never Dies — 2005
Франческо Треска становится барабанщиком на постоянной основе, а альбом получает высокие оценки со стороны критиков. С Magic Never Dies группа отправляется в турне, сыграв также 25 ноября на The Marquis в Лондоне. Летом было объявлено, что роль второй гитары будет исполнять Алессио Гаравелло, так как в составе не хватало второго гитариста. В октябре 2007 года группа подписывает контракт с австрийским лейблом Napalm Records для записи своего четвёртого альбома.

### Master Of Illusion — 2008
Альбом вышел в апреле 2008 года 25 апреля в Европе и 13 мая в США. В это же время группу покидает Стив Скотт и улетает в Новую Зеландию, а на его место приходит басист Оливер Хольцварт (Blind Guardian и Tarja). В 2009 году заканчивается состав группы покидают Алессио Гаравелло, Франческо Треска и Андреа Мартонгелли. Стив Вильямс ищет новых музыкантов, чтобы собрать полноценный состав группы. Вскоре, новыми участниками становятся: Энди Миджли (гитара), Пол Финни (бас-гитара) и Рич Смит (барабаны).

### Blood Alliance — 2011
Новый альбом выходит на том же Napalm Records 19 января 2011 года, однако состав группы к этому моменту опять поменялся. Новый гитарист и вокалист (Гэв Оуэн и Чити Сомапала) помогают Стиву Уильямсу в создании этой пластинки (вскоре Чити Сомапалу заменит Колин Каллахан).

## Дискография
- Wings of Forever — 2002 год
- Neverworld — 2003 год
- Magic Never Dies — 2005 год
- Master Of Illusion — 2008 год
- Blood Alliance — 2011 год
- Face the Raven [EP] — 2016 год
- Sixth Dimension — 2017 год

## Состав группы
- Стив Уильямс — клавишные
- Эшли Эдисон — вокал
- Джордж Карафотис — гитара
- Глин Уильямс — гитара
- Рич Смит — барабаны
- Брэдли Эдисон — бас-гитара